# Alimentation sans interruption
Pour les articles homonymes, voir ASI et UPS.
 (avril 2012).
Si vous disposez d'ouvrages ou d'articles de référence ou si vous connaissez des sites web de qualité traitant du thème abordé ici, merci de compléter l'article en donnant les références utiles à sa vérifiabilité et en les liant à la section « Notes et références ».
Une alimentation sans interruption (ASI), ou alimentation statique sans coupure (ASSC),,, ou encore un onduleur (du nom d'un de ses composants),, est un dispositif de l'électronique de puissance qui permet de fournir un courant alternatif stable et dépourvu de coupures ou de micro-coupures, quoi qu'il se produise sur le réseau électrique.
Les ASI de dernières générations permettent également de maximiser le facteur de puissance vu du réseau, et de délivrer une haute qualité d'énergie en sortie, tout ceci indépendamment du réseau d'entrée (fréquence et tension RMS fixes, taux de distorsion harmonique faible).
Certaines ASI présentent des modes de fonctionnement capables d'assurer la compensation d'harmoniques des courants absorbés sur le réseau.
Le terme onduleur est fréquemment utilisé, par abus de langage, pour désigner l'ensemble du dispositif. C'est le cas pour les « onduleurs » que l'on intercale entre le réseau de distribution et les serveurs d'un centre informatique.

## Constitution
Elle repose sur la mise en cascade des dispositifs suivants :
- un convertisseur de courant alternatif du secteur en courant continu appelé redresseur ;
- un dispositif de stockage de l'énergie (batterie d'accumulateurs, supercondensateurs, volant d'inertie, etc.) ;
- un convertisseur produisant du courant alternatif (pour la sortie de l'appareil), appelé onduleur ou « mutateur » fonctionnant à fréquence fixe ;

Et accessoirement d'une source d’énergie externe (par exemple un groupe électrogène) si l’interruption de l'alimentation électrique se prolonge au-delà de la capacité du dispositif de stockage prévu.

### Stockage
Le stockage d'énergie peut être fait sous différentes formes :
chimiquedans des batteries d'accumulateurs on parle de BESS de l'anglais Battery Energy Storage System ;
électriquedans des supercondensateurs ou des bobines supraconductrices, on parle alors de « SMES » de l'anglais Superconducting Magnetic Energy Storage ;
mécanique / énergie cinétiqueen utilisant une machine synchrone raccordée au réseau prenant le relais en cas de coupure. On parle alors d'accumulateur cinétique. On trouve sur le marché des accumulateurs cinétiques à axe horizontal ou vertical. Les accumulateurs à axe vertical font souvent appel à la sustentation magnétique et offrent généralement une autonomie plus élevée que ceux à axe horizontal.
gaz compriméun gaz est comprimé dans un réservoir.
Cependant ce stockage ne peut fonctionner que pendant un temps limité et l'alimentation SANS interruption nécessite une source d’énergie de plus longue durée tel qu'un groupe électrogène. Le groupe est démarré dès que la durée d'interruption de l'alimentation électrique devient critique, par rapport aux capacités de stockage restantes, à la consommation électrique et au temps de démarrage du groupe électrogène.
Il est important de souligner que la nature du stockage utilisé par un onduleur ou ASI ne change pas la nature de l'onduleur. Comme précisé ci-dessous, un onduleur statique qui utilise un accumulateur cinétique comme réserve d'énergie n'en devient pas pour autant une ASI dynamique; pas plus qu'un onduleur dynamique qui utilise une batterie ne devient un onduleur statique.

### Génération
Le courant issu de ces réserves d'énergie est continu. Soit immédiatement (batteries, accumulateurs chimiques ou électriques), soit via un étage redresseur pour les accumulateurs cinétiques (la fréquence du courant alternatif généré naturellement par ces derniers varie avec la décharge de l'accumulateur et ne peut donc servir directement à alimenter une charge en 50 Hz ou 60 Hz).
Deux technologies sont présentes sur le marché pour la partie onduleur ou mutateur.
1. La technologie statique (s'appliquant aux onduleurs statiques) dans laquelle la tension alternative de sortie de l'ASI est produite à partir du courant continu issu de la réserve d'énergie par le biais de transistors commutés à haute fréquence pour reconstituer un signal sinusoïdal à partir du signal continu.
2. La technologie dynamique (s'appliquant aux onduleurs dynamiques ou rotary UPS) dans laquelle une machine synchrone est utilisée (comme un alternateur) pour générer le courant alternatif de sortie.

Un premier étage à base de thyristor à basse fréquence (50 Hz ou 60 Hz) peut être utilisé pour générer un signal alternatif carré qui est ensuite transformé en sinusoïde par la machine synchrone. Il s'agit alors de technologie « hybride ».
Chaque technologie a des avantages et des inconvénients (techniques et financiers) propres qui aident à effectuer le choix pour une application donnée. On observe par exemple[source insuffisante] que la part de marché des onduleurs dynamiques est plus importante sur les applications de forte puissance telles que les gros centres informatiques de plusieurs milliers de mètres carrés.
Il faut souligner que le choix d'une technologie pour l'étage onduleur/mutateur (statique ou dynamique) ne conditionne pas le choix du type de réserve d'énergie. On peut ainsi avoir un onduleur dynamique avec comme réserve d'énergie des batteries chimiques. Ou inversement retenir un onduleur statique avec comme réserve d'énergie un (ou plusieurs) accumulateur cinétique. Dans ce dernier cas certains utilisent parfois l'appellation d'onduleur dynamique ou rotary UPS. Il s'agit alors d'une appellation erronée car elle introduit une confusion entre la nature de la réserve d'énergie et la technologie d'onduleur utilisée.

## Topologies
Bien qu'il existe sur le marché plusieurs types d'ASI, différents du point de vue de leur configuration ou de leur architecture, on parvient généralement à les classer parmi les trois topologies suivantes : en attente passive (offline ou passive standby), en interaction avec le réseau (line-interactive) et à double conversion (online ou double conversion). Ces expressions désignent l'état de l'onduleur lors du fonctionnement normal du réseau électrique (mode normal de l'ASI).

Quelle que soit sa topologie, l'ASI fonctionne selon le même principe : lorsque la tension du réseau d'entrée sort des tolérances spécifiées de l'ASI, ou lors d'une défaillance de ce réseau, l'ASI se met en mode autonome. Ce mode est maintenu pendant toute la durée d'autonomie de la batterie ou, suivant le cas, jusqu'à ce que le réseau revienne dans les tolérances spécifiées, ce qui entraîne un retour au mode normal.

### En attente passive

ASI fonctionnant en attente passive

En mode normalL'onduleur est en attente, isolé de la charge par l'interrupteur d'ASI. La charge est alimentée directement par le secteur, ou par l'entremise d'un filtre ou conditionneur qui élimine certaines perturbations électriques. Le chargeur, branché sur le réseau, assure la recharge de la batterie ;
En mode autonomeL'alimentation de la charge est transférée du réseau vers l'onduleur via l'interrupteur d'ASI. Le temps de permutation de l'interrupteur, généralement très court, est de l'ordre de 10 ms.
Simple et économique, cette configuration n'offre qu'une protection élémentaire. La charge n'est pas véritablement isolée par rapport au réseau électrique et la régulation de fréquence y est inexistante. La régulation de tension, limitée par la capacité de conditionnement d’un simple filtre en ligne, peut être sensiblement améliorée grâce à l’ajout d’un transformateur ferrorésonnant ou à commutation de prise automatique. Par ailleurs, le temps de basculement de l'interrupteur, bien que très rapide, peut être inacceptable pour certaines installations sensibles. Ces inconvénients font que ce type d'ASI n'est utilisable qu'avec de faibles puissances (moins de 2 kVA) et pour tous les appareils tolérant le risque.

### En interaction avec le réseau

ASI fonctionnant en interaction avec le réseau

En mode normalLa charge est alimentée par le « réseau conditionné » constitué par l'onduleur en parallèle (en interaction) avec le réseau. L'onduleur, à fonctionnement réversible, conditionne la puissance de sortie et assure la recharge de la batterie.
En mode autonomeL'onduleur et la batterie assurent l'alimentation de la charge. Le contacteur de puissance coupe l'alimentation d'entrée pour éviter un retour d'alimentation depuis l'onduleur.
L'interaction avec le réseau permet une certaine régulation de la tension de sortie mais elle reste moins efficace que celle effectuée sur l'ASI à double conversion. 

Comme l'ASI à attente passive, il n'y a pas véritablement d'isolation entre la charge et le réseau électrique, ni de régulation de fréquence de sortie. Pour ces raisons, cette configuration reste marginale dans le domaine des moyennes et fortes puissances.

### À double conversion

ASI fonctionnant en double conversion

En mode normalL'onduleur est en série entre le réseau et la charge. La puissance fournie à la charge transite en permanence par le duo chargeur-onduleur qui réalise une double conversion alternatif/continu - continu/alternatif.
En mode autonomeL'onduleur et la batterie assurent l'alimentation de la charge. Cette configuration est la plus coûteuse, mais aussi la plus complète au point de vue de la protection de la charge. L'onduleur régénère en permanence la tension fournie par le réseau, ce qui permet une régulation précise de la tension et de la fréquence de sortie (il y a même possibilité de fonctionner en convertisseur de fréquence, lorsque cela est prévu). De plus, l'isolement de la charge par rapport au réseau élimine les reports des perturbations du réseau électrique sur la sortie de l'ASI. Par ailleurs, le passage du mode normal au mode autonome s’effectue instantanément, sans aucun délai de permutation.
L’ASI comporte un contacteur statique de dérivation pour rediriger la charge vers le réseau (ou vers une source auxiliaire constituée par exemple d'une génératrice diesel), dans l’éventualité d’une défaillance de l’ASI ou avant la fin d’autonomie de ses batteries. L’ASI étant synchronisée avec le réseau de dérivation, ce transfert s’effectue sans coupure.
Grâce à ses nombreux avantages, l'ASI à double conversion est un excellent choix pour protéger les sites et les applications critiques. La puissance et l'autonomie vont être des facteurs clés pour déterminer à quel moment il faut démarrer un groupe électrogène en cas d'interruption prolongé du secteur.

## Applications
Les applications sont très diversifiées en termes de puissance : elles vont du simple onduleur d'un ordinateur particulier (éviter la perte de données), au système de secours de centrale nucléaire (éviter les accidents), en passant par l'alimentation des réseaux critiques nécessitant une continuité dans l'alimentation électrique (par exemple blocs opératoires des hôpitaux).